# Striatoptycholaemus variecollis
Striatoptycholaemus variecollis är en skalbaggsart som först beskrevs av Schwarzer 1931.  Striatoptycholaemus variecollis ingår i släktet Striatoptycholaemus och familjen långhorningar.
Artens utbredningsområde är:
- Angola.
- Gabon.
- Rwanda.

Inga underarter finns listade i Catalogue of Life.